# Bulinus tropicus
Bulinus tropicus е вид коремоного от семейство Planorbidae.

## Разпространение
Видът е разпространен в Демократична република Конго, Етиопия, Замбия, Зимбабве, Кения, Лесото, Мозамбик, Намибия, Свазиленд, Танзания, Уганда и Южна Африка.